# 데 스핀 가르 바잔 FC
데 스핀 가르 바잔 FC(파슈토어: د سپین غر بازان)는 잘랄라바드를 연고로 하는 아프가니스탄의 축구 클럽이다. 현재 아프가니스탄 프리미어리그에 참가하고 있다.

## 우승
아프가니스탄 프리미어리그
- 2015